# Tari Tari
Tari Tari (Tari Tari?) è una serie televisiva anime giapponese scritta e diretta da Masakazu Hashimoto e prodotta dallo studio P.A. Works. La trasmissione della serie è iniziata il 1º luglio 2012 e si è conclusa il 23 settembre dello stesso anno, per un totale di 13 episodi trasmessi. Dalla serie anime è stato adattato anche un manga, scritto da Tōru Naomura e disegnato da Tomiyaki Kagisora, la cui serializzazione è avvenuta da maggio a novembre 2012 sulla rivista Gangan Joker della Square Enix.

## Trama
La storia di Tari Tari ruota intorno a cinque studenti delle scuole superiori giapponesi: Wakana Sakai, una ragazza che una volta prendeva lezioni di musica, ma smise a causa della morte di sua madre; Konatsu Miyamoto è una ragazza positiva che ama cantare ed è iscritta al club di canto della scuola; Sawa Okita è un vivace membro del club di tiro con l'arco che sogna di diventare una cavallerizza; Taichi Tanaka è un membro del team di badminton, costantemente in ritardo, che vive con la sorella universitaria; "Ween" si è appena trasferito nella classe di Wakana dopo aver trascorso gli ultimi dodici anni in Austria. La musica sarà il punto di incontro per i cinque ragazzi durante la loro ultima estate come studenti liceali.

## Personaggi

### Principali
Wakana Sakai (坂井 和奏?, Sakai Wakana)
Doppiata da: Ayahi Takagaki
Wakana vive con suo padre e il suo gatto domestico, Dora. Nonostante il fatto che lei sia evidentemente molto brava nel canto, si rifiuta di farlo fino al momento in cui Konatsu tenterà di reclutarla nel suo club del coro. Sua madre morì nel periodo in cui era all'ultimo anno delle scuole medie e le nascose la sua malattia affinché si potesse concentrare sugli esami di ammissione, ma poi Wakana ha vissuto nel rimpianto di non poter più ringraziare e star vicino a sua madre. Quando suo padre mostra a Wakana gli appunti di sua madre riguardanti una canzone che aveva composto per lei, Sakai finalmente decide di maturare la sua passione per la musica e diventa membro a tutti gli effetti del club del coro di Konatsu, dedicandosi poi alla conclusione della composizione della canzone iniziata dalla madre e destinata ad essere la loro canzone. Wakana frequenta lo stesso corso del doposcuola di Wien. Verso la fine della serie promette a sé stessa di voler frequentare una scuola di musica dopo essersi diplomata, in modo da seguire le orme di sua madre.
Konatsu Miyamoto (宮本 来夏?, Miyamoto Konatsu)
Doppiata da: Asami Seto
Una ragazza solare, risoluta e bassa di statura che adora cantare e ballare. In precedenza era membro del gruppo corale della scuola, ma lo lascia in seguito a una discussione con il supervisore del club, ovvero la vicepreside Naoko Takakura, che si mostra prevenuta sul fatto che lei canti in seguito anche a un incidente avvenuto un anno prima della storia, nel quale Konatsu durante il concerto non riesce a cantare perché in preda al panico. Dopo tale incidente Konatsu iniziò a imparare dai propri errori e si esercita nel canto, anche esibendosi per sé nel parco pubblico della sua città. Decide quindi di creare il suo club corale, in modo da poter cantare prima del diploma, ma quando fallisce per il numero insufficiente di membri, fa un accordo con il club di badminton di Taichi, formando così il "Club del Coro e qualche volta di Badminton". Dopo il diploma frequenta il college e decide di seguire qui un club.
Sawa Okita (沖田 紗羽?, Okita Sawa)
Doppiata da: Saori Hayami
Sawa è la migliore amica di Konatsu. Oltre a praticare equitazione con il suo cavallo, Sabure, Sawa è anche membro del club di tiro con l'arco, ed è successivamente il primo membro invitato da Konatsu nel nuovo club del coro. Desidera diventare una fantina professionista dopo essersi diplomata, per questo è spesso in contrasto con suo padre, che ritiene che l'equitazione debba essere un semplice passatempo per lei. A complicare la situazione, Sawa viene a sapere che c'è un limite di altezza per gli studenti che vogliono frequentare la scuola di equitazione, perciò non è più in grado di portare avanti il suo sogno. Tuttavia in seguito suo padre ritorna sui suoi passi e la supporta tentando di farla ammettere in una scuola di equitazione. Prima di diplomarsi, voleva inizialmente abbandonare la scuola per frequentarne una di equitazione all'estero. Tuttavia, nonostante lasci il Giappone e inizi a studiare nella nuova scuola prima della cerimonia del diploma, viene permesso a Sawa di diplomarsi comunque alla Shirahamazaka High School.
Taichi Tanaka (田中 大智?, Tanaka Taichi)
Doppiato da: Nobunaga Shimazaki
L'unico membro del club di badminton, Taichi è una persona molto seria, ancora insensibile in materia riguardante le ragazze. Spera di diventare un giocatore di badminton professionista un giorno. Taichi è anche bravo nel canto, per questo Konatsu pensa di farlo entrare nel suo club del coro. Come è bravo nel canto e nel badminton, è invece un disastro nel disegno, tanto che gli viene spesso detto di non disegnare più. Sebbene ciò Konatsu lo incoraggia a provare durante i preparativi per il festival culturale, ma alla fine si ricrede. Verso la fine della serie, si innamora gradualmente di Sawa.
Atsuhiro "Wien" Maeda (前田 敦博 / ウィーン?, Maeda Atsuhiro / Wīn)
Doppiato da: Natsuki Hanae
Wien (tedesco per "Vienna") è un ragazzo giapponese che ha vissuto per dodici anni in Austria. All'inizio della serie ritorna in Giappone a vivere nella casa del defunto nonno e inizia a frequentare la scuola di Wakana e degli altri. Per via dei molti anni trascorsi all'estero, non ha molta familiarità con gli usi e i costumi giapponesi, e lo si vede sempre consultare libri su di essi, spesso con risultati che danno vita a scene divertenti. Frequenta lo stesso doposcuola di Wakana ed è ossessionato da uno show super sentai chiamato "Nettou Hero Ganbaraigers". Spesso scrive lettere a un giovane e malato ragazzo Austriaco suo amico chiamato Jan, al quale prima di partire per il Giappone ha lasciato il suo giocattolo del Red Ganbaraiger. Tuttavia, nell'anime, le lettere mostrano il nome "Yang" invece di "Jan". Dopo il diploma fa ritorno in Austria.

### Secondari
Keisuke Sakai (坂井 圭介?, Sakai Keisuke)
Doppiato da: Kenji Hamada
Il padre di Wakana.
Mahiru Sakai (坂井 まひる?, Sakai Mahiru)
Doppiata da: Sayaka Ōhara
La defunta madre di Wakana, che morì prima che sua figlia accedesse alla scuola superiore. Fu membro dell'originale club del coro della scuola insieme a Naoko e Shiho. Scrisse il maggior successo dei Condor Queen, "Amigo! Amigo!", che è anche la canzone preferita da Konatsu e da suo nonno.
Naoko Takakura (高倉 直子?, Takakura Naoko)
Doppiata da: Atsuko Tanaka
Vicepreside e responsabile del gruppo vocale della scuola superiore Shirahamazaka, che viene messa a capo del club del coro di Konatsu dopo che il suo responsabile, il preside della scuola, è ricoverato in ospedale a seguito di un incidente in bicicletta. Lei è spesso dura nei confronti di Konatsu, in quanto ritiene che la musica non possa essere considerata come un gioco. Fu amica di Mahiru quando era ancora studentessa alle superiori e non è stata in grado di lasciarsi alle spalle la sua morte.
Tomoko Takahashi (高橋 智子?, Takahashi Tomoko)
Doppiata da: Akiko Kimura
L'insegnante dell'homeroom di Wakana e dei suoi compagni, attualmente in maternità dopo aver dato alla luce suo figlio.
Makoto Miyamoto (宮本 誠?, Miyamoto Makoto)
Doppiato da: Yoshitsugu Matsuoka
Makoto è il fratello minore di Konatsu che viene spesso ricattato dalla sorella per aiutarla con il suo club. È uno dei membri del consiglio studentesco.
Shiho Okita (沖田 志保?, Okita Shiho)
Doppiata da: Mamiko Noto
Shiho è la madre di Sawa, che si diverte a fare surf d'estate. Come Sawa, ha la cattiva abitudine di dare una pacca sul sedere delle ragazze per incoraggiarle. Fu compagna di classe di Mahiru e Naoko ai tempi delle superiori e fu membro dell'allora club del coro.
Tayoru Ikezaki (池崎 頼?, Ikezaki Tayoru)
Doppiato da: Katsuhisa Hōki
Preside della scuola superiore Shirahamazaka e responsabile del club di Konatsu all'inizio della serie.

## Media

### Anime
La serie televisiva anime di Tari Tari è stata scritta e diretta da Masakazu Hashimoto e prodotta dallo studio P.A. Works. Il character design e le animazioni sono curate da Kanami Sekiguchi, mentre la colonna sonora è opera di Shiroh Hamaguchi. Le trasmissioni sono iniziate il 1º luglio 2012 e terminate il 23 settembre dello stesso anno.

#### Episodi
| Nº | Giapponese 「Kanji」 - Rōmaji                                                        | In onda           | In onda |
| Nº | Giapponese 「Kanji」 - Rōmaji                                                        | Giapponese        |         |
| 1  | 「飛び出したり 誘ったり」 - Tobidashitari sasottari                                  | 1º luglio 2012    |         |
| 2  | 「集ったり あがいたり」 - Takattari agaitari                                         | 8 luglio 2012     |         |
| 3  | 「振ったり 出会ったり」 - Futtari deattari                                           | 15 luglio 2012    |         |
| 4  | 「怒ったり 踊ったり」 - Okottari odottari                                            | 22 luglio 2012    |         |
| 5  | 「捨てたり 捨てられなかったり」 - Sutetari Suterarenakattari                         | 29 luglio 2012    |         |
| 6  | 「笑ったり 想ったり」 - Warattari omottari                                           | 5 agosto 2012     |         |
| 7  | 「空回ったり 見失ったり」 - Soramawattari miushinattari                              | 12 agosto 2012    |         |
| 8  | 「気にしたり 思いっきり駆け出したり」 - Kinishitari omoikkiri kakedashitari          | 19 agosto 2012    |         |
| 9  | 「白くなったり 赤くなったり」 - Shirokunattari akakunattari                          | 26 agosto 2012    |         |
| 10 | 「萌えたり 燃えたり」 - Moetari moetari                                              | 2 settembre 2012  |         |
| 11 | 「満ちたり 欠けたり」 - Michitari kaketari                                           | 9 settembre 2012  |         |
| 12 | 「重ねたり 響いたり」 - Kasanetari hibiitari                                         | 16 settembre 2012 |         |
| 13 | 「晴れたり 泣いたり あとは時々歌ったり」 - Haretari naitari ato wa tokidoki utattari | 23 settembre 2012 |         |

#### Colonna sonora
Sigla di apertura
- Dreamer cantata da AiRI

Sigla di chiusura
- Shiokaze no Harmony cantata da Shirahamazaka High School Chorus Club

### Manga
Un adattamento manga di Tari Tari scritto da Tōru Naomura e disegnato da Tomiyaki Kagisora è iniziato sul numero di maggio 2012 sulla rivista Gangan Joker della Square Enix, due mesi in anticipo rispetto all'inizio delle trasmissioni dell'anime.